# Lake Bovie
Lake Bovie är en sjö i Kanada.   Den ligger i territoriet Northwest Territories, i den centrala delen av landet, 3 500 km väster om huvudstaden Ottawa. Lake Bovie ligger 305 meter över havet. Arean är 10,6 kvadratkilometer. Den sträcker sig 4,3 kilometer i nord-sydlig riktning, och 5,3 kilometer i öst-västlig riktning.
I omgivningarna runt Lake Bovie växer i huvudsak barrskog. Trakten runt Lake Bovie är nära nog obefolkad, med mindre än två invånare per kvadratkilometer.